# American Flyer
American Flyer byla americká rocková superskupina, kterou v roce 1976 založili Craig Fuller (dříve Pure Prairie League), Eric Kaz (Blues Magoos), Steve Katz (Blood, Sweat & Tears) a Doug Yule (The Velvet Underground). První album neslo název skupiny a vyšlo po podepsání smlouvy s vydavatelstvím United Artists. Produkoval jej George Martin a v žebříčku Billboard 200 se umístilo na 87. příčce. Druhé album vyšlo v následujícím roce pod názvem Spirit of a Woman a produkovala ho skupina za pomoci Kena Friesena. V žebříčku Billboard 200 se umístilo na 171 pozici. Skupina zaznamenala úspěch díky singlu „Let Me Down Easy“, který se dostal na osmdesáté místo v žebříčku Billboard Hot 100.